# IC 3926
IC 3926 је појединачна звијезда у сазвјежђу Береникина коса која се налази на листи објеката дубоког неба у Индекс каталогу.
Деклинација објекта је + 22° 48' 44" а ректасцензија 12h 57m 30,4s.